# Didymodon tenellus
Didymodon tenellus är en bladmossart som beskrevs av R. A. Hedwig och Bridel 1827. Didymodon tenellus ingår i släktet lansmossor, och familjen Pottiaceae. Inga underarter finns listade i Catalogue of Life.